# Yariv Levin
Yariv Gideon Levin (Hebreeuws: יריב גדעון לוין) (Jeruzalem, 22 juni 1969) is een Israëlische politicus van de Likoed en de huidige Israëlische minister van Justitie.
Levin is vanaf de 20e Knesset in het parlement vertegenwoordigd, van 17 mei 2020 tot 13 juni 2021 en van 13 tot 29 december 2022 was hij voorzitter van de Knesset. Hij vervulde eerder een drietal ministersposten, waaronder die van toerisme in het Kabinet-Netanyahu IV. Sinds 29 december 2022 is hij minister van Justitie in kabinet Netanyahu VI.
Levin spreekt vloeiend Arabisch.

## Een miljoen Joodse kolonisten-plan
Begin februari 2019 bracht hij, als minister van Toerisme, naar buiten dat de komende Israëlische regering van plan was "in korte tijd" een miljoen Joodse kolonisten te vestigen "in Judea en Samarja" (de Westelijke Jordaanoever). Hij had dit tegen de voorzitter van de, door de VN illegaal geachte, regionale raad van Samaria, gezegd.